# 富康花園

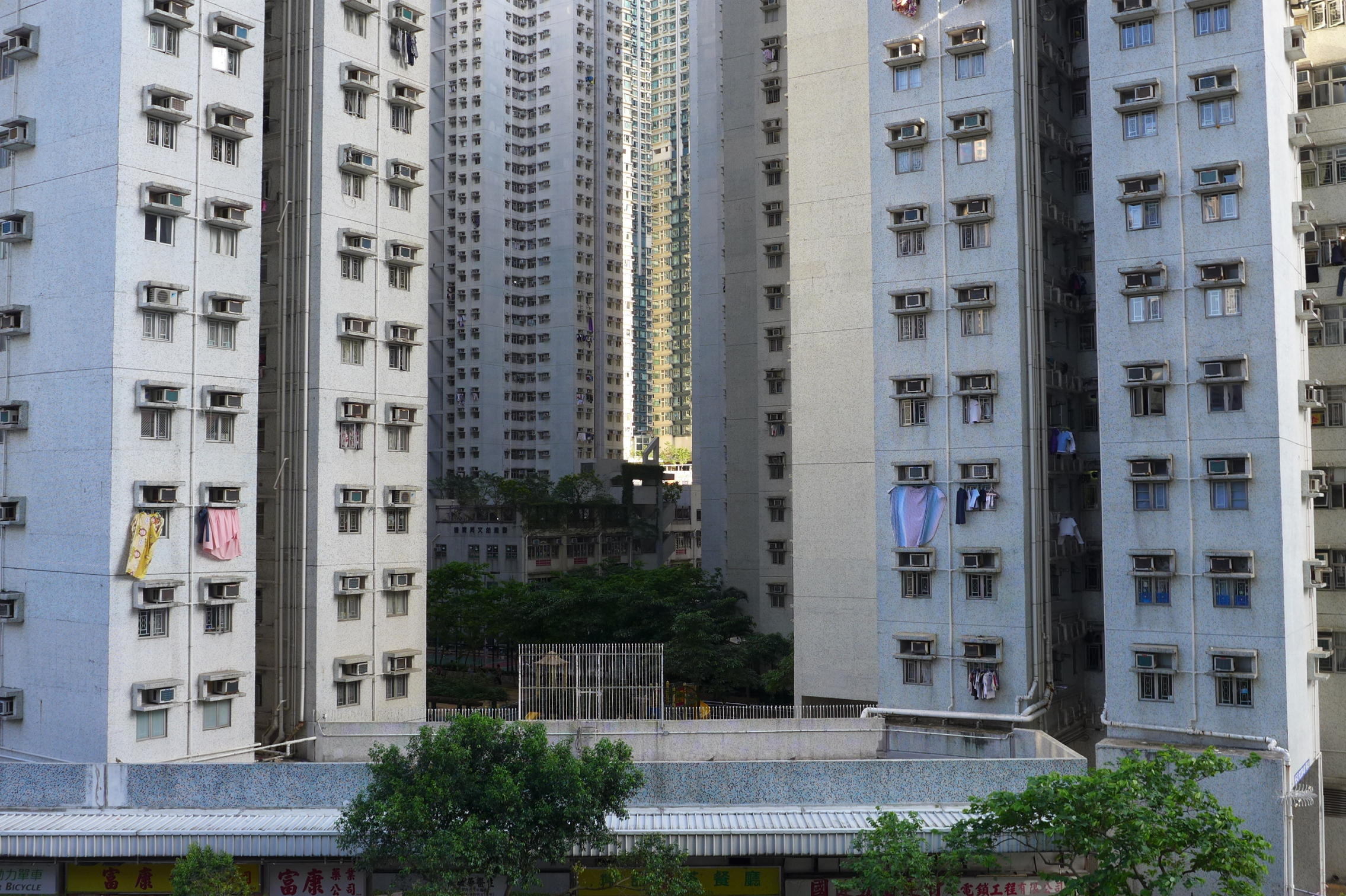
富康花園採用高密度設計

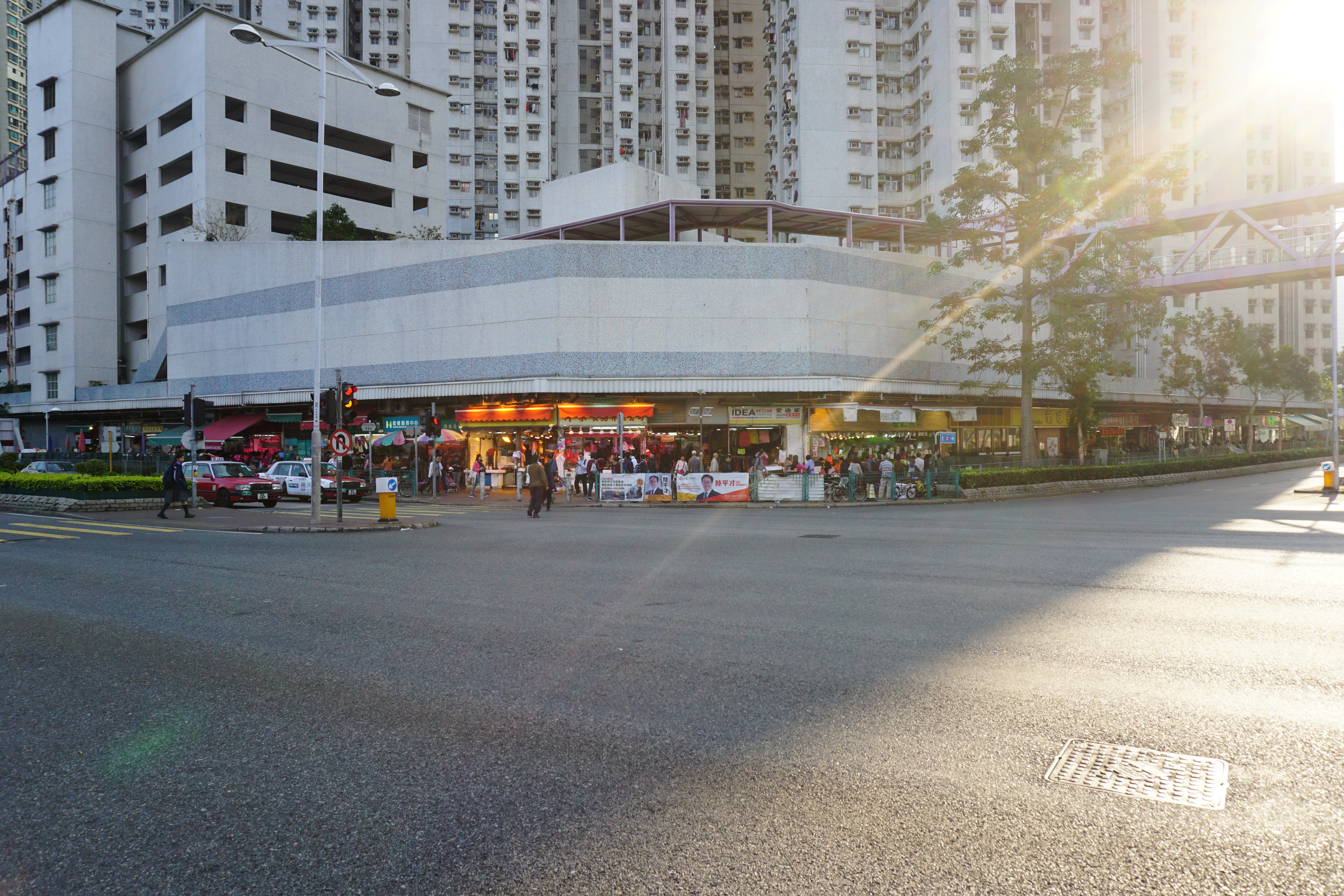
北面地舖

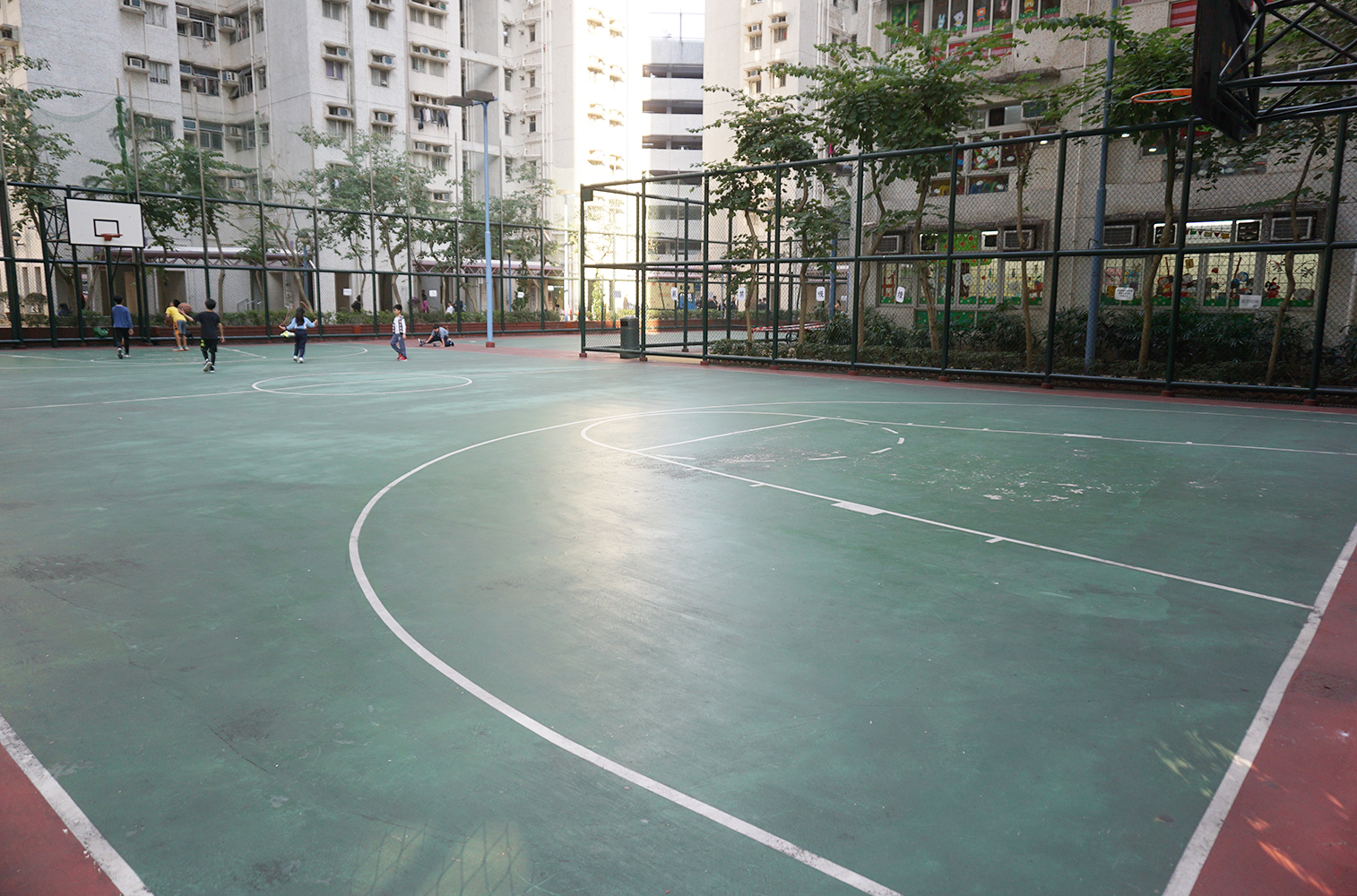
籃球場

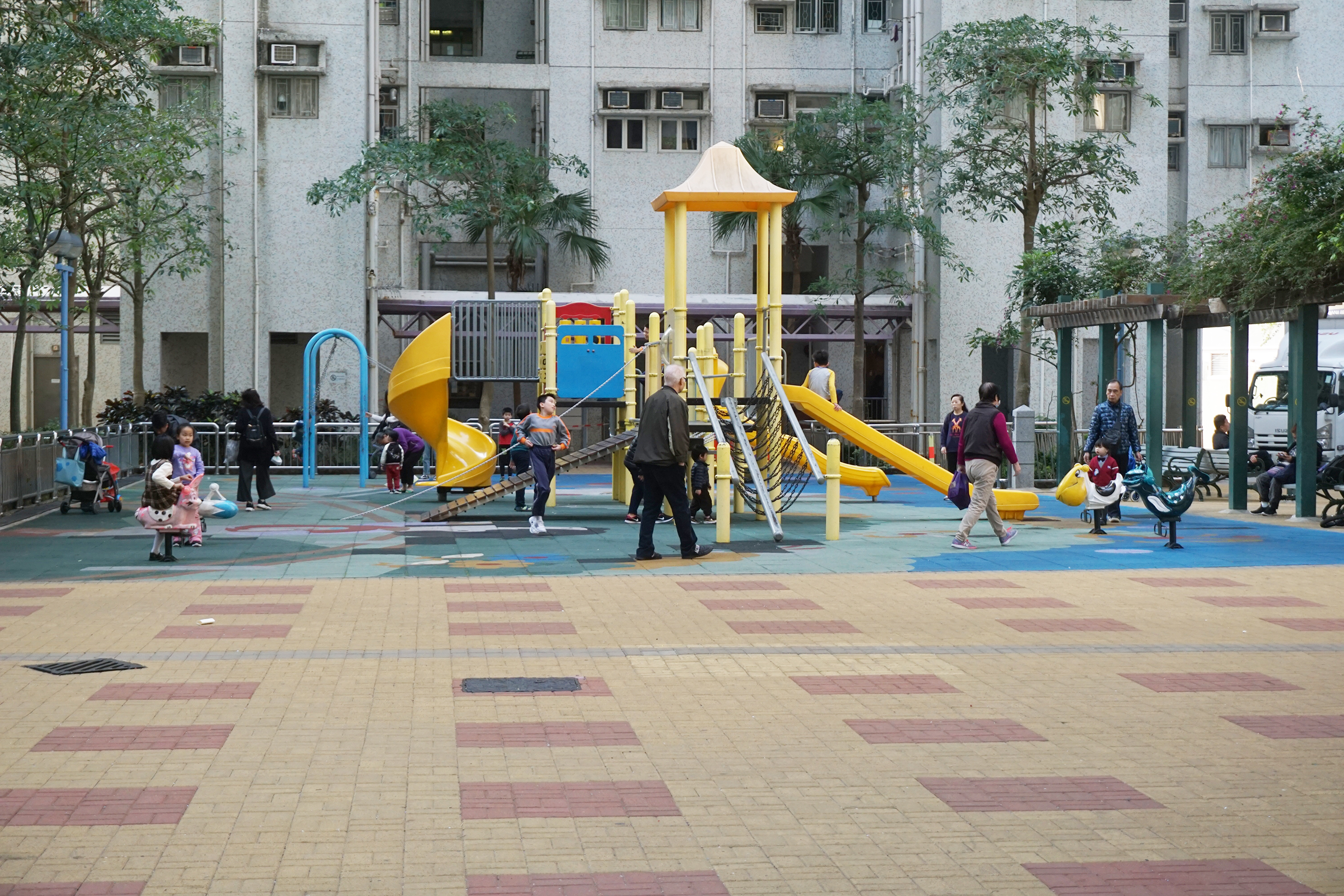
彈簧椅、鞦韆及滑梯

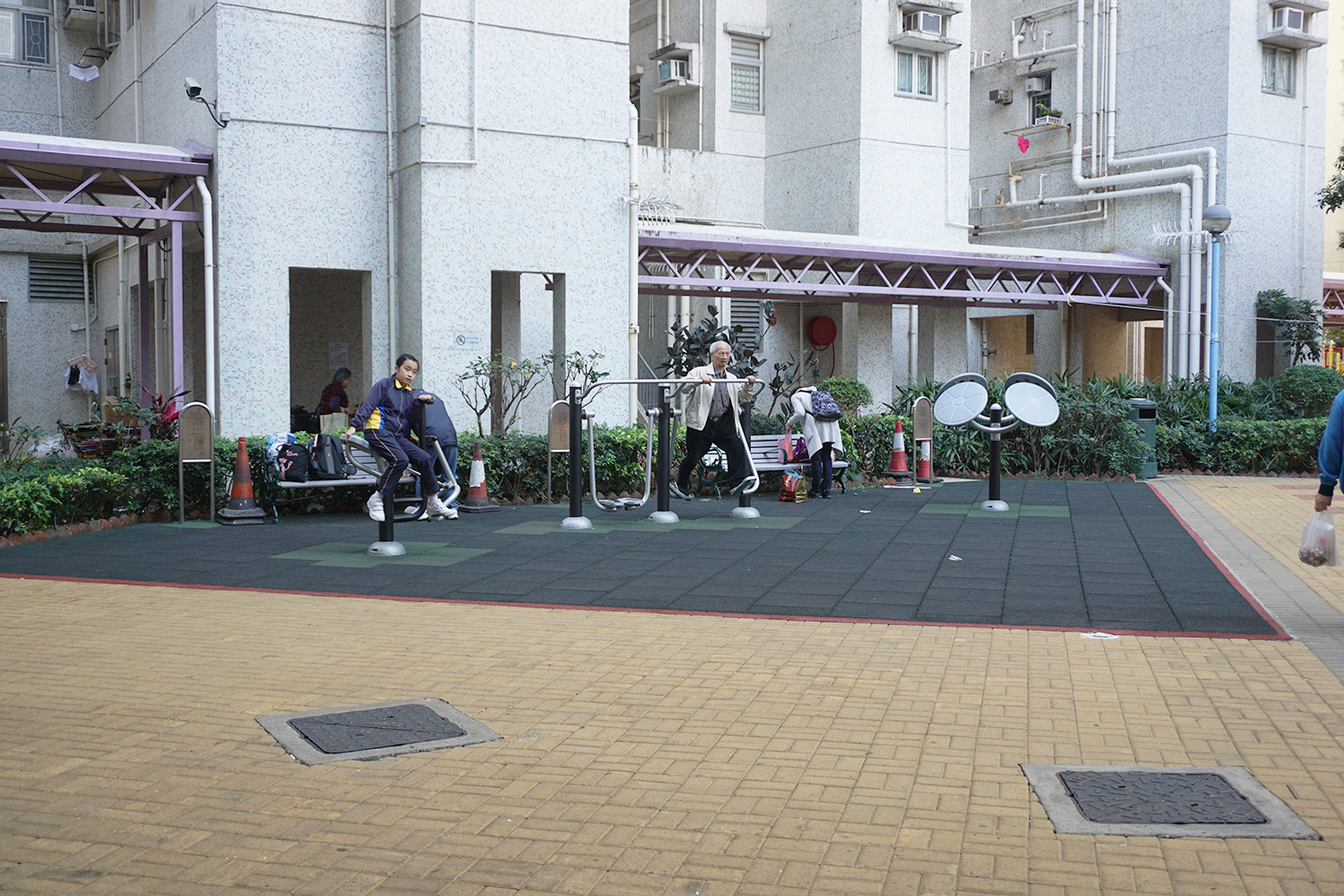
健體區

富康花園（英語：Beverly Garden）是一個位於香港西貢區將軍澳第五十五區的私人參建居屋屋苑，其屋苑之發展商為其士發展全資附屬公司「祥龍興業有限公司」（Talent Luck Limited），由周氏建築師事務所（周念申建築師）設計，耀榮建築承建，而管理公司為港深聯合物業管理，於1998年9月11日落成。

## 簡介
富康花園屬於居者有其屋計劃第19期甲（第一期）及乙（第二期）的屋苑，位於將軍澳唐明街一號，鄰近有多個大型屋苑以及於2008年底落成的將軍澳運動場。
屋苑包括有3座39層高和7座40層高的住宅樓宇，共有3966個單位。屋苑亦建有商舖，有蓋行人通道連接各座住宅大廈及其他休憩遊樂設施。區內亦有大型商場及街市。富康花園附近交通方便，只需步行數分鐘便可抵達港鐵將軍澳站。鄰近亦設有巴士站及小巴站。富康花園內亦設有月租車位，可供居民泊車。屋苑內設有幼稚園，附近亦有多間中小學校等各種社區設施。

## 屋苑資料

### 樓宇
| 樓宇座號 | 門牌號碼  | 樓宇類型                      | 落成日期      | 每座層數 | 每層伙數 | 每座單位數目（伙） | 建築師                            | 承建商   | 提供升降機的廠商 |
| -------- | --------- | ----------------------------- | ------------- | -------- | -------- | ------------------ | --------------------------------- | -------- | ---------------- |
| 第1座    | 唐明街1號 | 私人參建居屋樓宇 （井字長型） | 1998年9月11日 | 39       | 10       | 390                | 周氏建築師事務所 （周念申建築師） | 耀榮建築 | 東芝             |
| 第2座    | 唐明街1號 | 私人參建居屋樓宇 （井字長型） | 1998年9月11日 | 39       | 10       | 390                | 周氏建築師事務所 （周念申建築師） | 耀榮建築 | 東芝             |
| 第3座    | 唐明街1號 | 私人參建居屋樓宇 （井字長型） | 1998年9月11日 | 39       | 10       | 390                | 周氏建築師事務所 （周念申建築師） | 耀榮建築 | 東芝             |
| 第4座    | 唐明街1號 | 私人參建居屋樓宇 （井字長型） | 1998年9月11日 | 40       | 10       | 396                | 周氏建築師事務所 （周念申建築師） | 耀榮建築 | 東芝             |
| 第5座    | 唐明街1號 | 私人參建居屋樓宇 （井字長型） | 1998年9月11日 | 40       | 10       | 400                | 周氏建築師事務所 （周念申建築師） | 耀榮建築 | 東芝             |
| 第6座    | 唐明街1號 | 私人參建居屋樓宇 （井字長型） | 1998年9月11日 | 40       | 10       | 400                | 周氏建築師事務所 （周念申建築師） | 耀榮建築 | 東芝             |
| 第7座    | 唐明街1號 | 私人參建居屋樓宇 （井字長型） | 1998年9月11日 | 40       | 10       | 400                | 周氏建築師事務所 （周念申建築師） | 耀榮建築 | 東芝             |
| 第8座    | 唐明街1號 | 私人參建居屋樓宇 （井字長型） | 1998年9月11日 | 40       | 10       | 400                | 周氏建築師事務所 （周念申建築師） | 耀榮建築 | 東芝             |
| 第9座    | 唐明街1號 | 私人參建居屋樓宇 （井字長型） | 1998年9月11日 | 40       | 10       | 400                | 周氏建築師事務所 （周念申建築師） | 耀榮建築 | 東芝             |
| 第10座   | 唐明街1號 | 私人參建居屋樓宇 （井字長型） | 1998年9月11日 | 40       | 10       | 400                | 周氏建築師事務所 （周念申建築師） | 耀榮建築 | 東芝             |

### 設施
- 籃球場及排球場
- 多層停車場
- 兒童遊樂設施
- 環保回收筒
- 天台乒乓球桌
- 天台羽毛球場
- 舊衣物回收筒

每座亦設有斜路，方便傷殘人士出入。每座之間設有有蓋行人通道，亦設有小型商場。

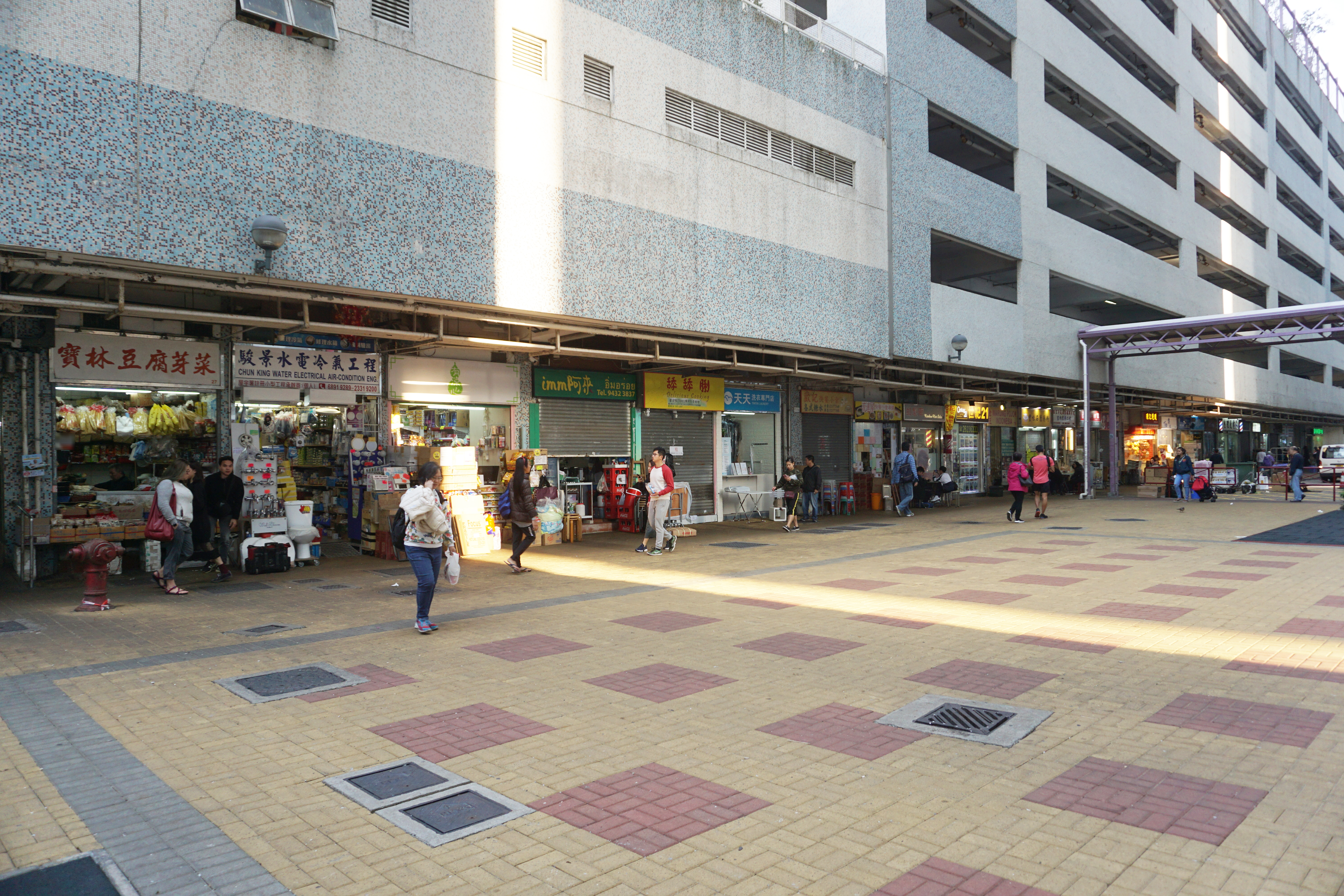
南面地舖
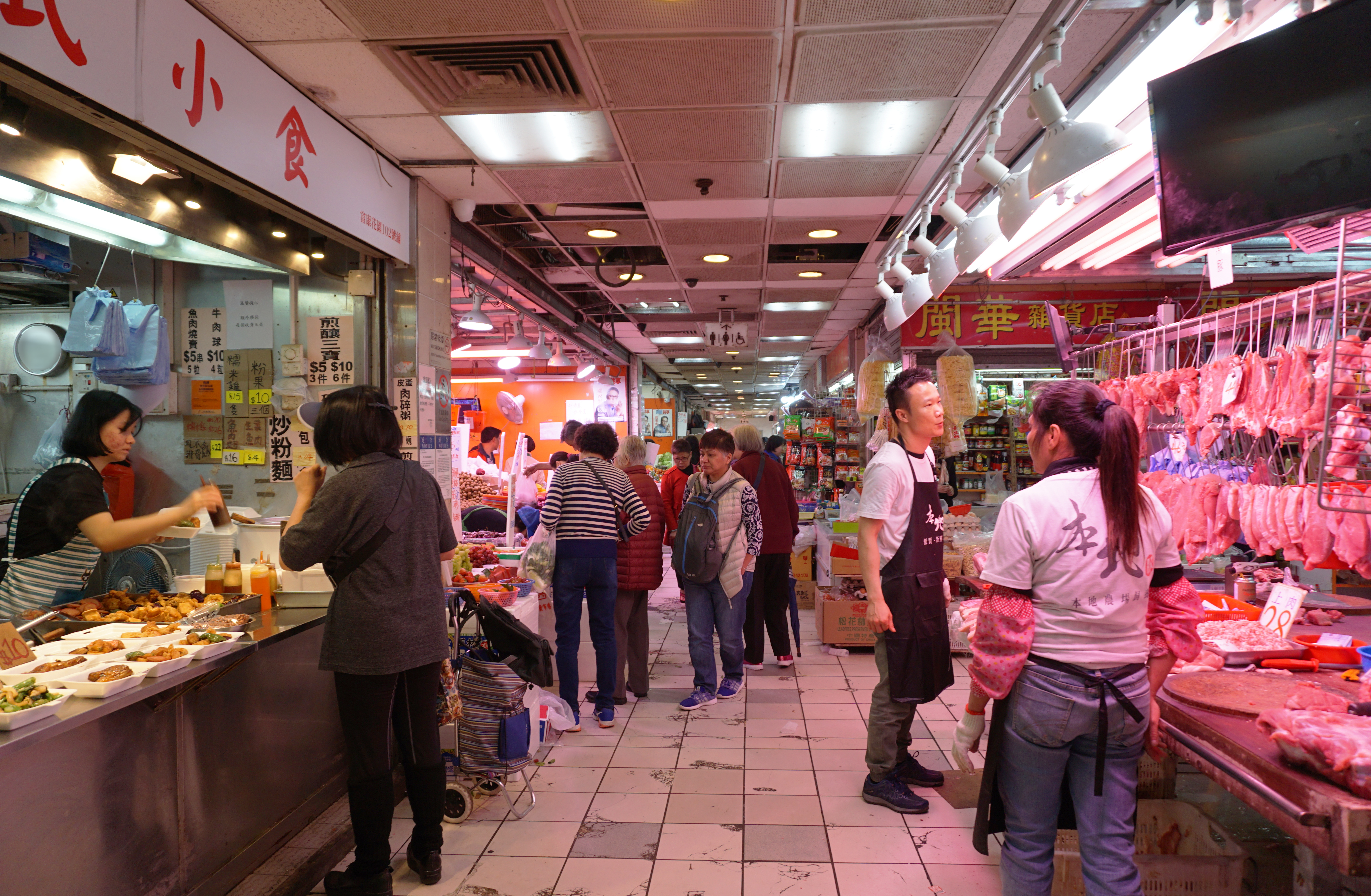
街市
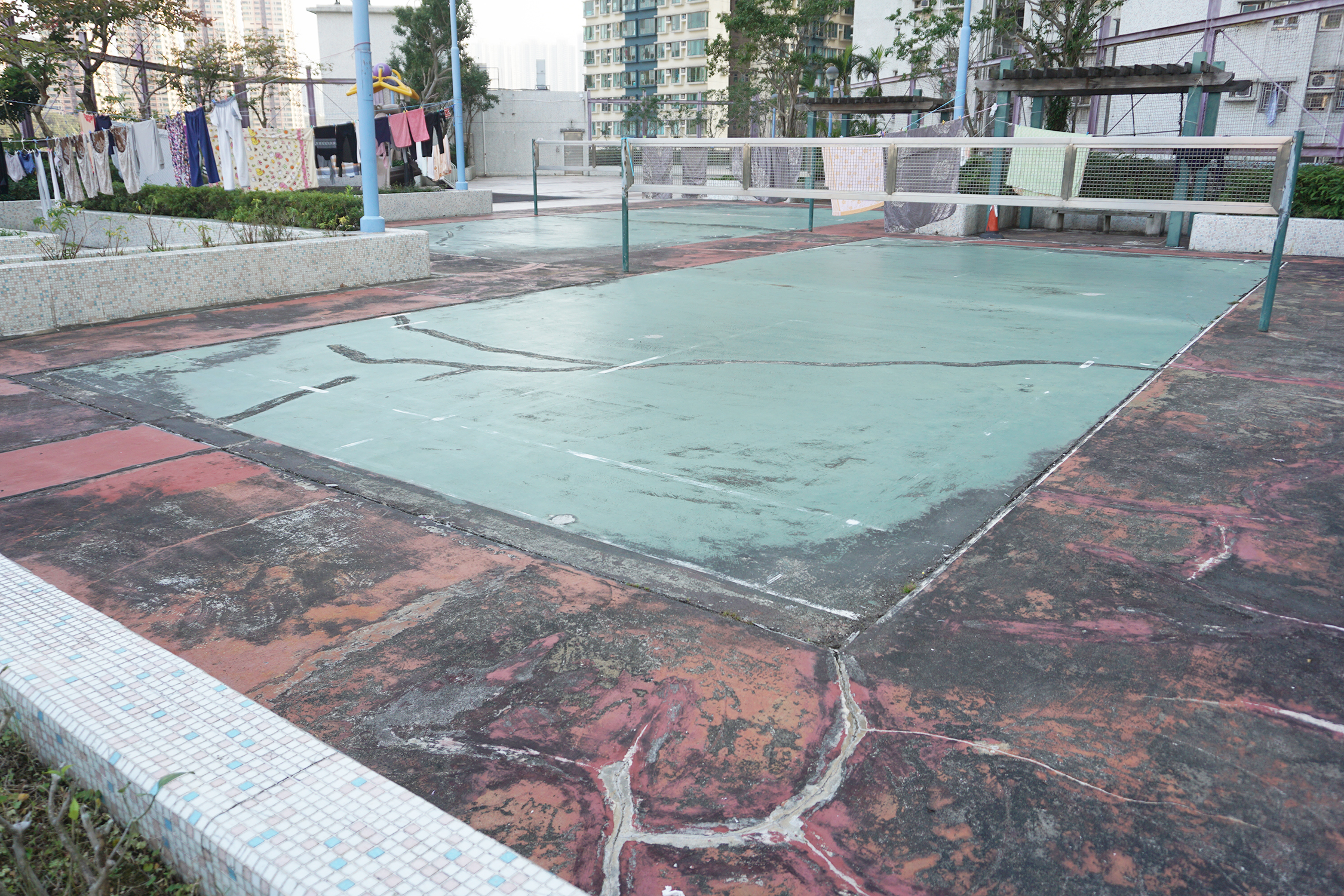
羽毛球場
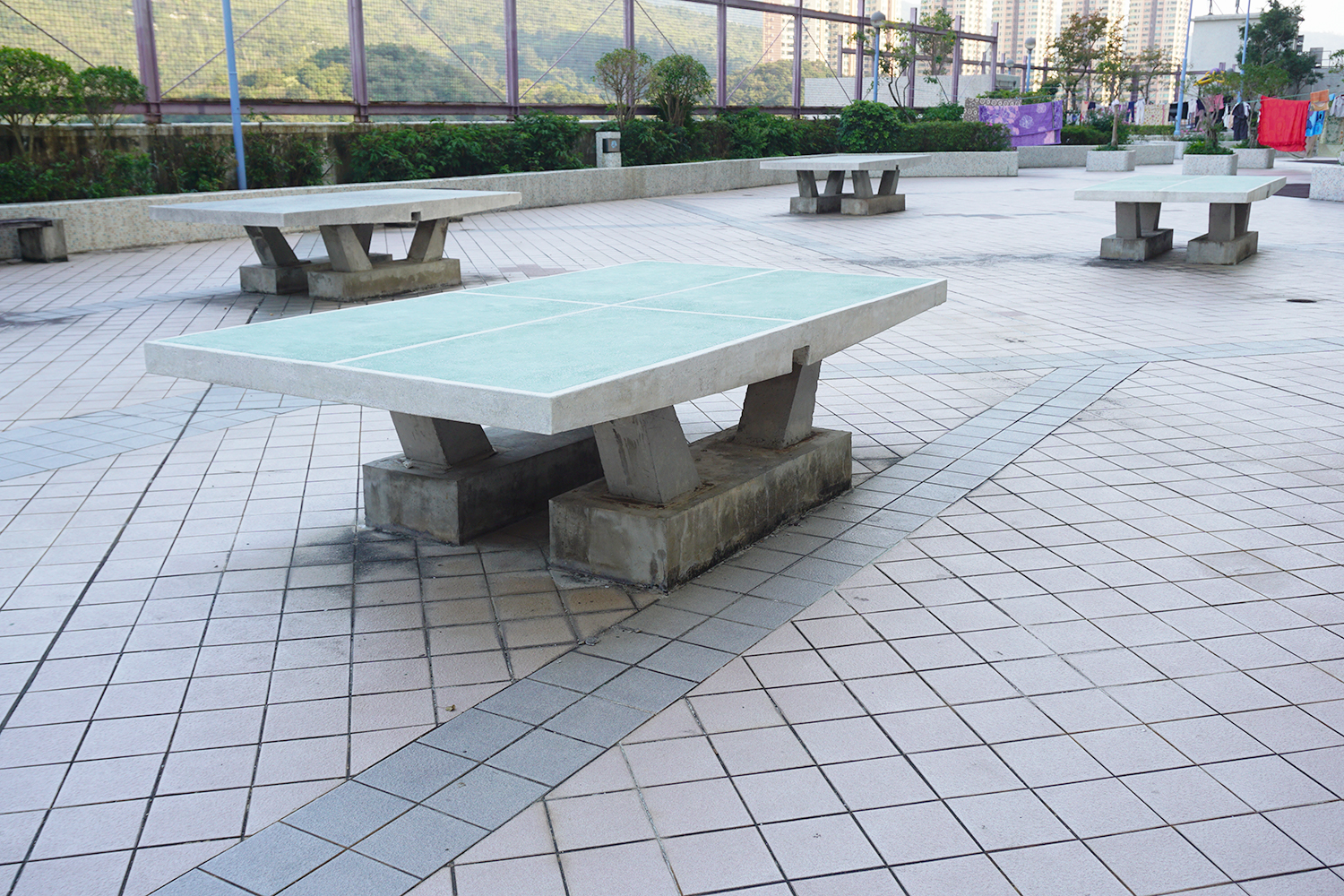
乒乓球桌
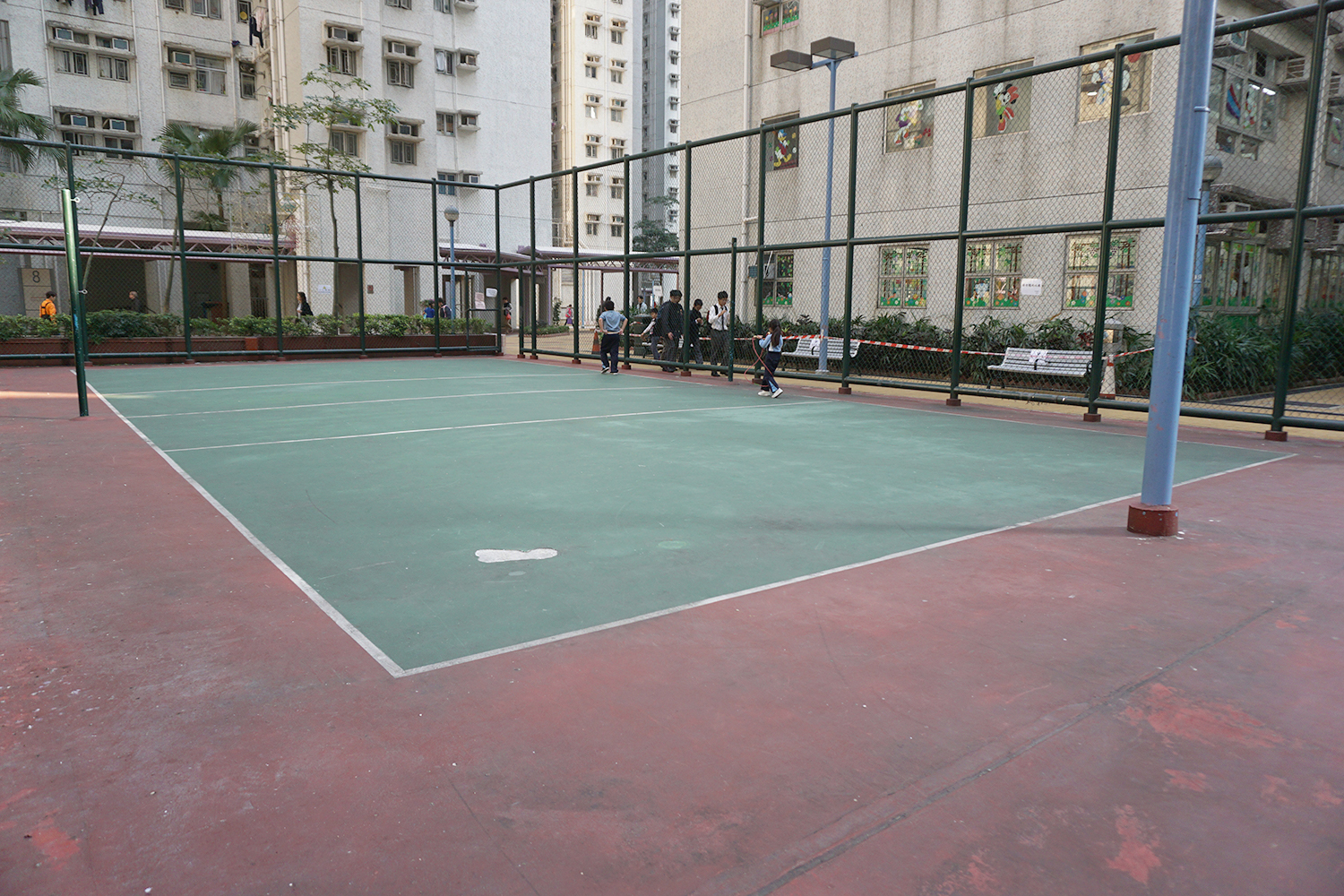
排球場
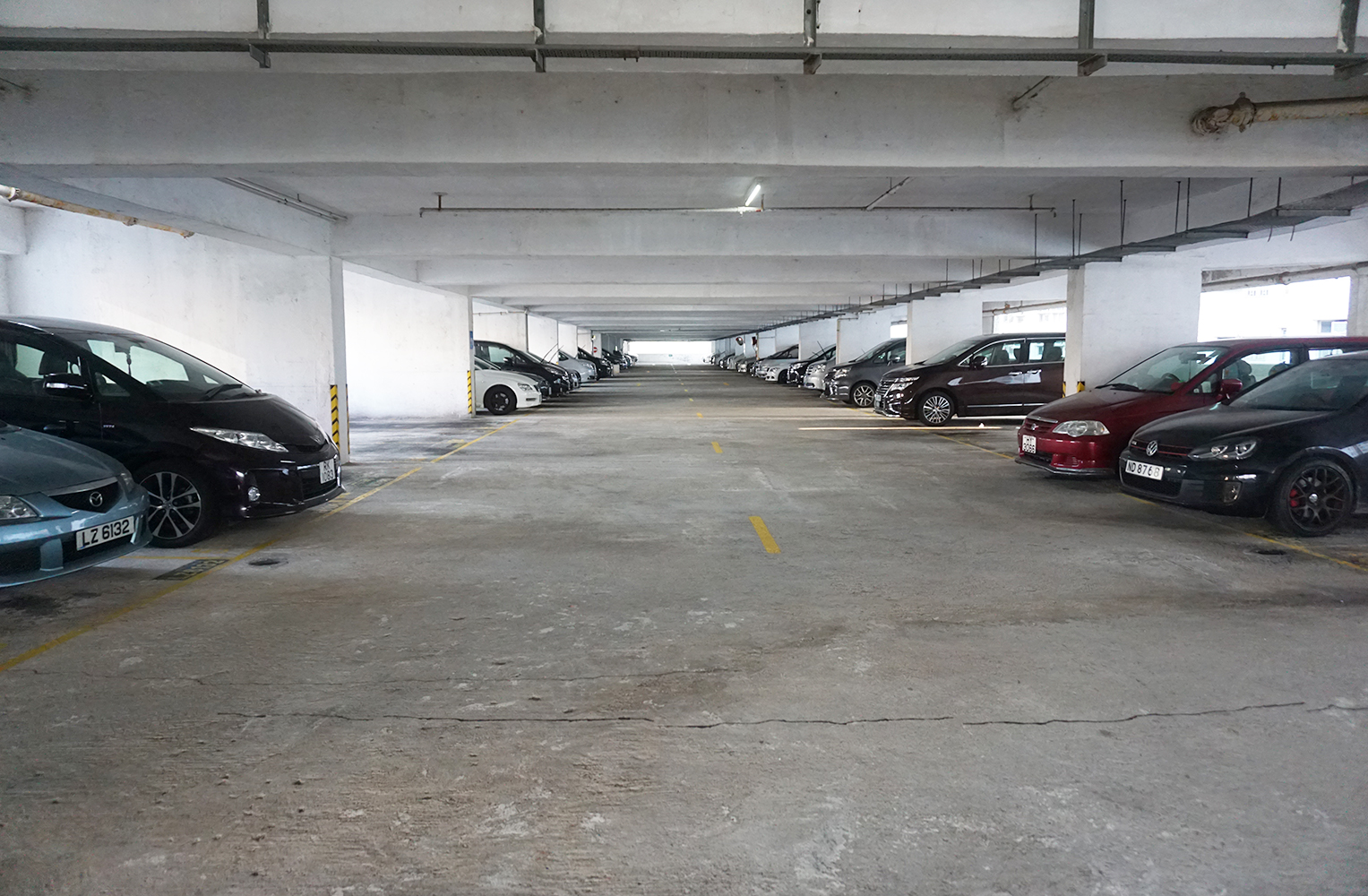
停車場

## 教育設施

### 幼稚園
- 德寶英文幼稚園（將軍澳）（1999年創辦）（位於富康花園幼稚園樓）
- 德寶國際幼兒學校（將軍澳）（1999年創辦）（位於富康花園幼稚園樓地下）

### 小學
- 仁愛堂田家炳小學（1999年創辦）
- 佛教志蓮小學 （页面存档备份，存于）（1947年創辦，1999年遷入現址）

### 中學
- 基督教宣道會宣基中學（1999年創辦）
- 仁濟醫院王華湘中學（1999年創辦）

## 區議會
在2023年選舉改革前，富康花園在西貢區議會跟君傲灣一起共同組成Q12富君選區，現時已被合併到Q2將軍澳南選區。

## 外部連結
- 房委會-富康花園資料
- 擴展市區及新界屋苑－富康花園 （页面存档备份，存于） (P.12-20)